# Barret Jackman
Barret Jackman, född 5 mars 1981 i Trail, British Columbia, är en kanadensisk professionell ishockeyspelare som spelar back i Nashville Predators. Han har tidigare spelat för St. Louis Blues. Jackman valdes som 17:e spelare totalt i första rundan i 1999 års NHL Entry Draft. 
Han är känd för att vara en defensivt stark back som kämpar väl i alla lägen och han fick efter säsongen 2002–03 motta Calder Memorial Trophy som bästa nykomling i NHL, före Henrik Zetterberg och Rick Nash, efter att ha gjort 3 mål och 16 assist för totalt 19 poäng på 82 matcher.

## Statistik

### Klubbkarriär
| 1997–98    | Regina Pats           | WHL        | 68  | 2  | 11  | 13  | 224 | 9  | 0 | 3 | 3 | 32 |
| 1998–99    | Regina Pats           | WHL        | 70  | 8  | 36  | 44  | 259 | —  | — | — | — | —  |
| 1999–00    | Regina Pats           | WHL        | 53  | 9  | 37  | 46  | 175 | 6  | 1 | 1 | 2 | 19 |
| 1999–00    | Worcester IceCats     | AHL        | —   | —  | —   | —   | —   | 2  | 0 | 0 | 0 | 13 |
| 2000–01    | Regina Pats           | WHL        | 23  | 9  | 27  | 36  | 138 | 6  | 0 | 3 | 3 | 8  |
| 2001–02    | St. Louis Blues       | NHL        | 1   | 0  | 0   | 0   | 0   | 1  | 0 | 0 | 0 | 2  |
| 2001–02    | Worcester IceCats     | AHL        | 75  | 2  | 12  | 14  | 266 | 3  | 0 | 1 | 1 | 4  |
| 2002–03    | St. Louis Blues       | NHL        | 82  | 3  | 16  | 19  | 190 | 7  | 0 | 0 | 0 | 14 |
| 2003–04    | St. Louis Blues       | NHL        | 15  | 1  | 2   | 3   | 41  | —  | — | — | — | —  |
| 2004–05    | Missouri River Otters | UHL        | 28  | 3  | 17  | 20  | 61  | 3  | 0 | 0 | 0 | 4  |
| 2005–06    | St. Louis Blues       | NHL        | 63  | 4  | 6   | 10  | 156 | —  | — | — | — | —  |
| 2006–07    | St. Louis Blues       | NHL        | 70  | 3  | 24  | 27  | 82  | —  | — | — | — | —  |
| 2007–08    | St. Louis Blues       | NHL        | 78  | 2  | 14  | 16  | 93  | —  | — | — | — | —  |
| 2008–09    | St. Louis Blues       | NHL        | 82  | 4  | 17  | 21  | 86  | 4  | 0 | 1 | 1 | 5  |
| 2009–10    | St. Louis Blues       | NHL        | 66  | 2  | 15  | 17  | 81  | —  | — | — | — | —  |
| 2010–11    | St. Louis Blues       | NHL        | 60  | 0  | 13  | 13  | 57  | —  | — | — | — | —  |
| 2011–12    | St. Louis Blues       | NHL        | 81  | 1  | 12  | 13  | 57  | 9  | 0 | 1 | 1 | 21 |
| NHL totalt | NHL totalt            | NHL totalt | 598 | 20 | 119 | 139 | 843 | 21 | 0 | 2 | 2 | 42 |